# 高知県庁
高知県庁（こうちけんちょう）は地方公共団体である高知県の行政機関（役所）である。

## 沿革
- 1871年 - 高知県を設置。
- 1875年 - 県内に大小区制を実施。
- 1876年 - 阿波国を編入。
- 1878年 - 大小区制を廃止し郡制・町村制を施行。
- 1879年 - 県会を開設。
- 1880年 - 阿波国を分離し徳島県を設置。
- 1947年 - 初の公選知事川村和嘉治が就任。
- 1952年 - 高知県総合開発審議会が発足。
- 1968年 - 過疎対策推進本部を設置。
- 1969年 - 郷土文化会館が落成。
- 1970年 - 土佐湾高潮技術会議を設置。
- 1973年 - 県民体育館が開館。
- 1976年 - 県民文化ホールが落成。
- 1979年 - 県営春野野球場を開設。県立武道館が落成。
- 1983年 - 栽培漁業センターが落成。
- 1986年 - 中央地域産業地場産業振興センターが落成。

## 組織
[表示]をクリックすると一覧を表示。2022年4月1日現在。
- 知事
  - 副知事
    - 総務部
      - 秘書課
      - 政策企画課
        - 高知県東京事務所
          - 総務課
          - 産業振興課

      - 広報広聴課
      - 法務文書課
        - 高知県立公文書館

      - 行政管理課
      - 人事課
      - 職員厚生課
      - 財政課
      - 税務課
        - 高知県安芸県税事務所
        - 高知県中央東県税事務所
          - 一般税課
          - 自動車税課
            - 高知県中央東県税事務所員駐在所

        - 高知県中央西県税事務所
          - 総務課
          - 課税課
          - 納税課

        - 高知県須崎県税事務所
        - 高知県幡多県税事務所

      - 市町村振興課
      - デジタル政策課
      - 管財課

- -     - 危機管理部
      - 危機管理・防災課
      - 南海トラフ地震対策課
      - 消防政策課
        - 高知県消防学校

- -     - 健康政策部
      - 保健政策課
        - 高知県安芸福祉保健所
        - 高知県中央東福祉保健所
        - 高知県中央西福祉保健所
        - 高知県須崎福祉保健所
        - 高知県幡多福祉保健所
        - 高知県安芸保健所
        - 高知県高知東保健所
        - 高知県高知西保健所
        - 高知県須崎保健所
        - 高知県幡多保健所
        - 各福祉保健所・保健所に地域支援室・総務保護課・健康障害課・衛生環境課を置く
        - 高知県衛生環境事務所
          - 保健科学課
          - 食品科学課
          - 環境科学課

      - 医療政策課
        - 高知県立幡多看護専門学校

      - 在宅医療推進課
      - 国民健康保険課
      - 健康対策課
      - 薬務衛生課
      - 高知県食肉衛生検査所
        - 検査第一班
        - 検査第二班

- -     - 子ども・福祉政策部
      - 地域福祉政策課
      - 長寿社会課
      - 障害福祉課
        - 高知県立療育福祉センター
          - 総務課
          - 医療部
          - リハビリテーション部
          - 看護部
          - 通園事業部
          - 発達障害者支援センター
          - 高知ギルバーグ発達神経精神医学センター

      - 障害保健支援課
        - 高知県立精神保健福祉センター

      - 子育て支援課
      - 子ども家庭課
        - 高知県立希望が丘学園
        - 高知県中央児童相談所
          - 企画調整部
          - 保護部
          - 初期対応部
          - 地域支援部
          - 養育支援部
          - 心理支援部

        - 高知県幡多児童相談所

      - 福祉指導課
      - 人権・男女共同参画課
        - 女性相談支援センター

- -     - 文化生活スポーツ部
      - 文化国際課
      - 歴史文化財課
      - 県民生活課
        - 高知県立消費生活センター
        - 高知県交通事故相談所

      - 私学・大学支援課
      - スポーツ課

- -     - 産業振興推進部
      - 計画推進課、産学官民連携・企業推進課、地産地消・外商課、統計分析課
      - 大阪事務所、名古屋事務所

    - 中山間振興・交通部
      - 中山間地域対策課、鳥獣対策課、交通運輸政策課

    - 商工労働部
      - 商工政策課、産業デジタル化推進課、工業振興課、経営支援課、企業誘致課、雇用労働政策課
      - 工業技術センター、紙産業技術センター、海洋深層水研究所、高等技術学校［高知・中村］

    - 観光振興部
      - 観光政策課、国際観光課、地域観光課
      - 足摺海洋館

    - 農業振興部
      - 農業政策課、農地・担い手対策課、協同組合指導課、環境農業推進課、農業イノベーション推進課、農産物マーケティング戦略課、畜産振興課、農業基盤課
      - 農業振興センター［安芸（室戸支所）・中央東（嶺北農業改良普及所）・中央西（高知農業改良普及所・高吾農業改良普及所）・須崎（高南農業改良普及所） ・幡多］、農業技術センター［果樹試験場・茶業試験場］、農業大学校、農業担い手育成センター、防害虫防除所、畜産試験場、家畜保健衛生所［中央（田野支所・香長支所・嶺北支所）・西部（高南支所・梼原支所）］

    - 林業振興・環境部
      - 林業環境政策課、森づくり推進課、木材増産推進課、木材産業振興課、治山林道課、環境計画推進課、自然共生課、環境対策課
      - 森林技術センター、林業事務所［安芸・中央東（嶺北林業振興事務所）・中央西・須崎・幡多］、環境研究センター

    - 水産振興部
      - 水産政策課、漁業管理課、漁業振興課、水産流通課、漁港漁場課
      - 内水面漁業センター、水産試験場、漁業指導所［室戸・中央・土佐清水・宿毛］

    - 土木部
      - 土木政策課、技術管理課、建設検査課、用地対策課、河川課、防災砂防課、道路課、都市計画課、公園下水道課、住宅課、建築指導課、建築課、港湾振興課、港湾・海岸課
      - 土木事務所

  - 会計管理者
    - 会計管理局
      - 会計管理課、総務事務センター
- 行政委員会
  - 教育委員会
    - 事務局
      - 教育政策課、教職員・福利課、学校安全対策課、幼保支援課、小中学校課、高等学校課、高等学校振興課、特別支援教育課、生涯学習課、保健体育課、人権教育・児童生活課
      - 教育センター、教育事務所［東部・中部・西部］、県立中学校、県立高等学校、特別支援学校、青少年センター、図書館、幡多青少年の家、心の教育センター

  - 公安委員会
    - 高知県警察本部

  - 選挙管理委員会 - 事務局
  - 監査委員 - 事務局
  - 人事委員会 - 事務局
  - 労働委員会 - 事務局
  - 収用委員会 - 事務局
  - 海区漁業調整委員会 - 事務局
  - 内水面漁場管理委員会 - 事務局
- 公営企業
  - 公営企業局
    - 電気工水課、県立病院課
    - 発電管理事務所、総合制御所、あき総合病院、幡多けんみん病院